# Barbarian Football Club
(Motto dei Barbarians)
Il Barbarian Football Club, i cui giocatori sono chiamati Barbarians o, più familiarmente, Baa-Baas, è un club di rugby a 15 a inviti.
Nato in Inghilterra nel 1890, esso non partecipa a alcun campionato, non ha una sede né un terreno ufficiale di gioco, e non ha neppure alcun giocatore tesserato. I giocatori che compongono tale squadra, senza alcun vincolo di nazionalità, sono invitati dal presidente e dal segretario del club, e partecipano solamente in maniera dilettantistica a prescindere dal loro status. La particolarità di chi scende in campo per i Barbarians è che il giocatore veste la divisa sociale del club ma indossa i calzettoni della propria squadra di provenienza.
Dal 2017 è attiva anche la rappresentativa femminile dei Barbarians, la cui partita  d'esordio è stata una vittoria per 19-0 contro la selezione provinciale del Munster il 10 novembre 2017 al Thomond Park.

## La nascita
La compagine nacque il 9 aprile 1890 in un albergo di Bradford, l'Alexandra Hotel, per iniziativa di William Percy Carpmael che si vide accettare la proposta di dare il nome di Barbarian Football Club dal gruppo di giocatori in tour per il nord dell'Inghilterra di cui egli faceva parte; il 27 dicembre successiva il neoformato club debuttò contro l'Hartlepool Rovers.
All'epoca il rugby anglosassone non aveva veri e propri campionati; i club e le università si sfidavano regolarmente e talvolta nascevano squadre improvvisate che duravano anche solo lo spazio di una settimana, quanto bastava per una breve tournée nel periodo di Pasqua, di Natale o a fine stagione.
Quell'anno Carpmael, giocatore del club del Blackheath, aveva raccolto una squadra di giocatori londinesi per un tour nell'Inghilterra del Nord, durante il periodo pasquale. Fatto curioso fu che quella squadra non aveva un vero e proprio nome; giocò infatti quattro partite come Carpmael's London team, Blackheat's team, Carpmael's County e Southern Nomads.
La notte tra l'8 e il 9 aprile, dopo l'ultima partita, davanti a una zuppa e una birra (anche se la leggenda parla di un piatto d'ostriche) al "Leutcher's Restaurant" di Bradford viene messa nero su bianco la nascita di questo strano club. La divisa della squadra sarebbe stata a strisce bianconere e i calzoncini neri, mentre ogni giocatore avrebbe mantenuto i calzettoni del proprio club.

## Gli avversari
L'esordio dei Barbarians fu contro l'Hartlepool Rovers il 27 dicembre 1890.
A partire da allora e per un certo periodo i Barbarians incontrarono inizialmente solo squadre di club inglesi e gallesi.
Tradizionali impegni sono stati sino agli anni '90: il tour di Pasqua in Galles con quattro partite a Penarth, Cardiff, Swansea e Newport, poi ridotte a tre quando, a partire dal 1983, la partita di Newport venne anticipata all'autunno e poi a due con la cancellazione di quella col Penarth. Altri impegni erano quelli di Leicester, contro i Tigers, nelle vacanze natalizie e nelle East Midlands nel primo giovedì di marzo.
Dal 1948 i Barbarians incominciarono ad affrontare anche alcune nazionali in tour; l'occasione che diede inizio a tale consuetudine fu la richiesta avanzata in tale anno da parte delle quattro federazioni di Gran Bretagna e Irlanda di allestire una forte squadra per affrontare e battere l'Australia, impegnata in un lungo tour in Europa. I Barbarians vinsero con un punteggio di 9-6.
Seguirono sfide con Nuova Zelanda, Sud Africa e Australia.
Nel 1957 i Barbarians organizzarono la loro prima tournée fuori della Gran Bretagna, recandosi in Canada per affrontare l'Ontario, la British Columbia e il Quebec e successivamente in Irlanda per disputare il primo match contro una squadra irlandese: l'Ulster.
I tour seguenti furono quelli dell'anno successivo e del 1969 in Sud Africa, quindi quello del 1976 in USA e Canada.
Nel 1973 i Barbarians sfidarono gli All Blacks al Cardiff Arms Park; più che per il risultato la partita va ricordata per quella che venne definita la più bella meta di tutti i tempi, realizzata al termine di un'azione lunghissima incominciata da Phil Bennett e passata da John Dawes, Bob Wilkinson, Tom David e Derek Quinnell prima di trovare finalizzazione nel gallese Gareth Edwards.
Per una nazionale, ricevere la visita dei Barbarians o sfidarli durante un tour è una consacrazione.
A ricevere i Barbarians, nel corso del dopoguerra, sono stati Australia (prima volta nel 1948), Sudafrica (1952), Nuova Zelanda (1954 e 2009), Rhodesia (1969), Figi (1970), Canada (1976), Scozia (1970), Inghilterra, Galles e Argentina (1990), Italia (1985), Comunità degli Stati Indipendenti (1992), Irlanda (1996), Portogallo (2004), Georgia (2006), Spagna (2007), Tunisia e Belgio (2008).

## I giocatori
Formati inizialmente solo da giocatori londinesi, i Barbarians si sono a mano a mano internazionalizzati, accettando prima giocatori da tutta l'Inghilterra e poi australiani, neozelandesi e sudafricani.
Nel 1952 fu chiamato il primo giocatore francese, Michel Pomathios; nel 1987 fu invitato anche il primo giocatore italiano, Stefano Bettarello; altri ne seguirono, nel corso degli anni, come Luca Martin, Massimo Giovanelli, Gianluca Faliva, Diego Domínguez, Paolo Vaccari, Julian Gardner, Mark Giacheri, Cristian Stoica, i fratelli Massimo e Marcello Cuttitta, Andrea Lo Cicero, Salvatore Perugini, Carlo Del Fava, Quintin Geldenhuys, Sergio Parisse (quest'ultimo sceso in campo da capitano nel 2011, 2012 e 2013), Martín Leandro Castrogiovanni, Mauro Bergamasco, Marco Bortolami, Andrea Moretti, Paul Griffen,Leonardo Ghiraldini, Simone Favaro, Jacopo Trulla; tra gli uncapped figura il bresciano Sebastiano Dusi, convocato nel 2010 quando giocava nell'ormai defunta GranDucato.
Tra le nazionalità rappresentate, a parte quelle dei Paesi storici come le quattro Home Nations e Nuova Zelanda, Australia, Sudafrica e Argentina, figurano anche la Russia con Aleksandr Obolenskij (che tuttavia difese i colori dell'Inghilterra) e la Repubblica Ceca con Jan Macháček.

### I Barbarians e il professionismo
Con il crescere degli impegni e dei tour delle nazionali britanniche e soprattutto con l'avvento del professionismo, i Barbarians sono entrati in crisi; ciò sia per la difficoltà di allestire squadre all'altezza degli incontri da sostenere, sia per i fatto che gli avversari tradizionali (come potevano essere, una volta, i club gallesi) sono oberati d'impegni di campionato e coppe di vario genere per cui sovente, a partire dagli anni '90, presentano squadre fatte di "seconde scelte".
Dal 2000 i Barbarians hanno rivisto i loro calendari: spostata a marzo la partita con il Leicester (nella stessa settimana di quella con la contea delle East Midlands) e annullato il tour in Galles, essi disputano alcuni incontri a fine stagione (ultima settimana di maggio) contro selezioni nazionali (più o meno al completo o sperimentali).
È inoltre diventato tradizione un incontro annuale contro i "Combined Services", selezione delle forze armate britanniche; tale match si svolge ogni anno in data 11 novembre, Memorial Day, giorno in cui nei Paesi britannici si ricorda la fine della prima guerra mondiale.
Nel 2007, causa l'anticipato svolgimento dei tour estivi delle nazionali europee, i Barbarians si sono limitati a un breve tour in Tunisia e Spagna.

## Le Barbarians
Il 2017 è l'anno di istituzione della squadra femminile delle Barbarians, la cui prima allenatrice è l'ex rugbista inglese Giselle Mather e il cui primo incontro assoluto si è giocato il 10 novembre dello stesso anno al Thomond Park di Limerick contro la rappresentativa femminile del Munster.

## Le "imitazioni"
Di là dai molti club che hanno scelto il nome Barbarians affiancato a quello della loro città (es. i Denver Barbarians), molte altre squadre simili sono nate; tra queste i Barbarian francesi, i New Zealand Barbarians, i Barbarians Sud Africani. Anche queste squadre, però, col tempo sono state costrette a diminuire i loro impegni.
Anche selezioni decisamente diverse per stile da quello degli originali sono esistite: ne sono esempi gli Australian Barbarians (in realtà sino a qualche anno fa la seconda nazionale australiana) e i "South Sea Barbarians", selezione dei migliori giocatori polinesiani che nel 1987 visitò in una contestata tournée il Sud Africa dell'Apartheid.
In Italia una squadra denominata "Barbarians Italiani" fece un'unica apparizione nel 1988, quando affrontò a L'Aquila i "New Zealand Maori"; l'iniziativa non ebbe però gran seguito. Più fortunata fu l'esperienza delle "Zebre", vera e propria versione italica dei Barbarians creata da Marco Bollesan, che dal 1973 al 1997 affrontò squadre di diverso valore, comprese alcune Nazionali in tour e vincendo contro i veri Baa-Baas. La squadra ha in seguito per un certo periodo cessato l'attività, ritornando a giocare con regolarità a partire dal 2012, quando la Federazione Italiana Rugby ha assunto la titolarità del nome “Zebre” per la nuova franchigia a gestione federale con sede a Parma.